# Conte of Florence International Approach Championship

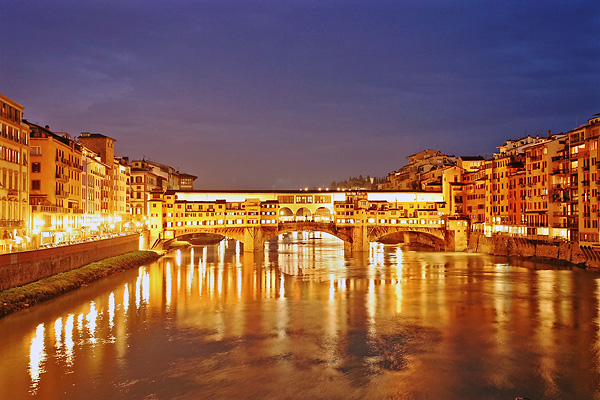
Ponte Vecchio, uno dei luoghi del torneo

Il Ponte Vecchio Approach Championship è un torneo di golf che si svolge a Firenze.
Una sua caratteristica suggestiva e originale è il fatto di avere fisicamente luogo sull'Arno, nei pressi del Ponte Vecchio: le buche, infatti, galleggiano sull'acqua e ciascun partecipante deve far rimanere la pallina sulle piazzole senza farla cadere in acqua.
La manifestazione si svolge nella settimana che precede il Natale e ha una durata di tre giorni. In genere i primi due sono riservati al torneo dei professionisti (di solito dodici o quindici golfisti, in rappresentanza di altrettante nazioni), l'ultimo a vip, giornalisti e altre personalità conosciute.
La prima edizione si è svolta nel dicembre 2000.

## Regolamento
Il torneo è deciso da un match-play che si gioca fra dodici o quindici golfisti, provenienti da altrettante nazioni. Il primo girone è giocato secondo la formula Round Robin Medal (ogni partecipante cioè deve incontrare tutti gli altri giocatori).
Nel torneo a dodici, i contendenti sono divisi in quattro gruppi di tre persone ciascuno, creati tramite un sorteggio. Nel primo Round Robin ogni appartenente a un gruppo gioca contro gli altri due del gruppo medesimo.
Il gioco si svolge su tre green galleggianti sull'Arno, posizionati a distanze diverse.
Ai tre green sono associati punteggi diversi; più precisamente: il Green 1 (il più vicino al Ponte Vecchio) vale 4 punti, il Green 2 vale 7 punti ed infine il Green 3 conta 10 punti.
Nel primo girone ogni gruppo colpirà dieci palline, con a disposizione un colpo per volta in modo alternato.
Per ottenere i punti la pallina deve atterrare e rimanere sui rispettivi green senza cadere in acqua.
Se una pallina atterra in bunker, il giocatore guadagna la metà esatta dei punti normalmente attribuiti a quel green.
Durante il Round Robin, ciascun giocatore non può ottenere più di quattro volte un punteggio valido dallo stesso green e, qualora ottenga per quattro volte il punteggio dallo stesso green, è obbligato a tirare a un green diverso, pena la nullità del punteggio.
Il giocatore con il maggior punteggio in ciascun gruppo vince il proprio gruppo e può accedere ai quarti di finale. La parità non è ammessa. Di conseguenza, se alla fine di un girone due o più giocatori del medesimo gruppo finiscono al comando con lo stesso punteggio, si gioca un play-off con la formula Sudden Death (lo spareggio cioè si conclude al momento della prima segnatura da parte di uno dei concorrenti). In tal caso ciascuno dei partecipanti al play-off dovrà tirare una pallina verso un green designato per estrazione.
Similmente, se alla fine del Round Robin ci sono più giocatori a pari merito per i quattro migliori punteggi dopo i vincitori di ciascun gruppo, anche questi giocatori giocano un play-off con la formula Sudden Death. Anche in questo caso ciascun partecipante al play-off dovrà tirare una pallina verso un green designato per estrazione.
L'ordine di gioco iniziale nelle partite è a estrazione.
L'ordine di gioco per i quarti di finale viene invece stabilito nella seguente maniera:
- vincitore del gruppo 1 vs. quarto score finalista;
- vincitore del gruppo 2 vs. terzo score finalista;
- vincitore del gruppo 3 vs. secondo score finalista;
- vincitore del gruppo 4 vs. miglior score finalista.

La composizione di ciascun gruppo del primo girone, nonché l'ordine di gioco all'interno di ogni gruppo, è determinato dal presidente del Comitato Organizzatore oppure da un suo designato prima dell'inizio del torneo attraverso un'estrazione.
I quattro gruppi sono capitanati dai quattro giocatori con la graduatoria più alta nella classifica dell'Official World Golf Ranking.
I vincitori dei primi due match dei quarti di finale disputano la prima semifinale, laddove i vincitori del terzo e quarto match dei quarti di finale disputano la seconda semifinale.
Successivamente i vincitori di ciascuna delle due semifinali disputeranno la finale.
Per ciascun match-play i concorrenti del torneo hanno a disposizione sei palline a testa, eccezione fatta per la finale dove ciascun giocatore ha invece a disposizione dieci palline.
Viene proclamato vincitore il concorrente che alla fine delle sei palline (dieci palline nella finale) ha il punteggio maggiore.

## Albo
- 2000: 1° Barry Lane
- 2001: 1° Paula Marti
- 2002: 1° Nicolas Colsaerts
- 2003: 1° Giuliana Colavito
- 2004: 1° Scott Drummond
- 2005: 1° Robert Karlsson
- 2006: 1° Ignacio Garrido
- 2007: 1° Andrè Bossert, 2° David Lynn
- 2008: 1° Jan-are Larsen, 2° Markus Brier, 3° Sam Torrance
- 2009: 1° Jan-are Larsen, 2° Diana Luna
- 2010: 1° Alejandro Canizares, 2° Jan-are Larsen
- 2011: 1° Pablo Martinez